# Batthyány tér

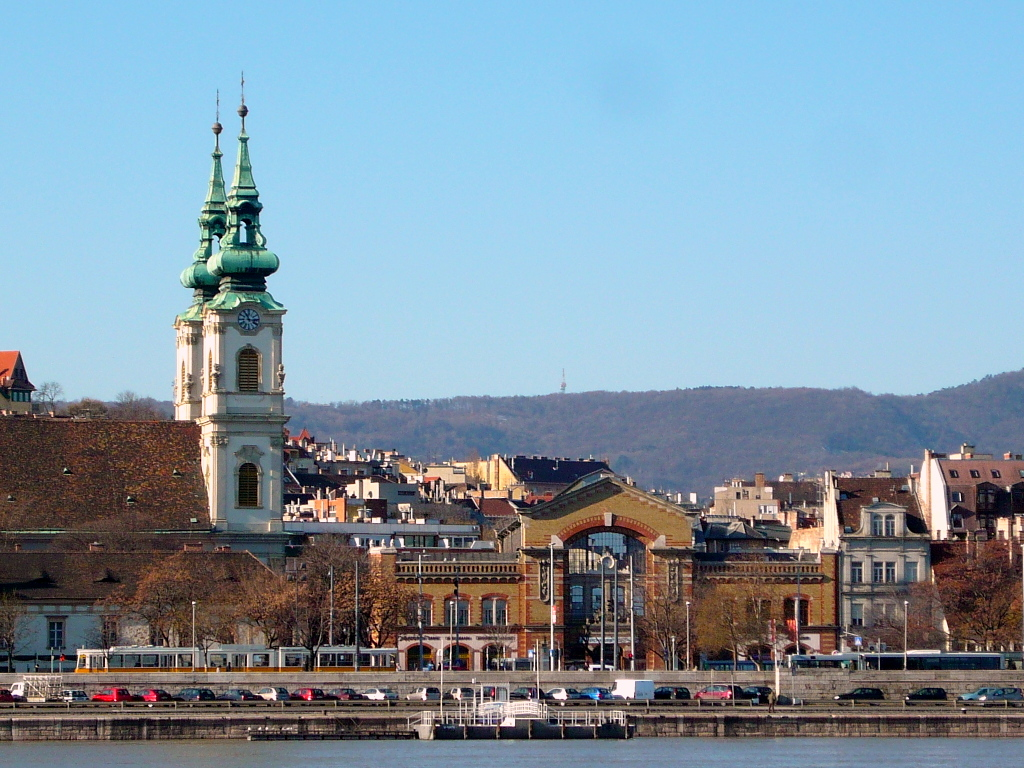
Vy över Batthyány tér med St. Anna-kyrkan till vänster.

Batthyány tér eller Batthyánytorget är ett torg i Ungerns huvudstad Budapest och som ligger på Buda-sidan mitt emot Ungerns parlamentsbyggnad. Torget har fått sitt namn efter Lajos Batthyány som var Ungerns förste premiärminister.
En av sevärdheterna vid Batthyány tér är St. Anna-kyrkan som Jesuitorden började att bygga 1740. Torget är också känt för sin gamla saluhall.

## Tunnelbana
Batthyány tér är även en station i Budapests tunnelbana på den röda linjen, linje M2. En av Budapests lokalbanor förbinder också Batthyány tér med Szentendre. 

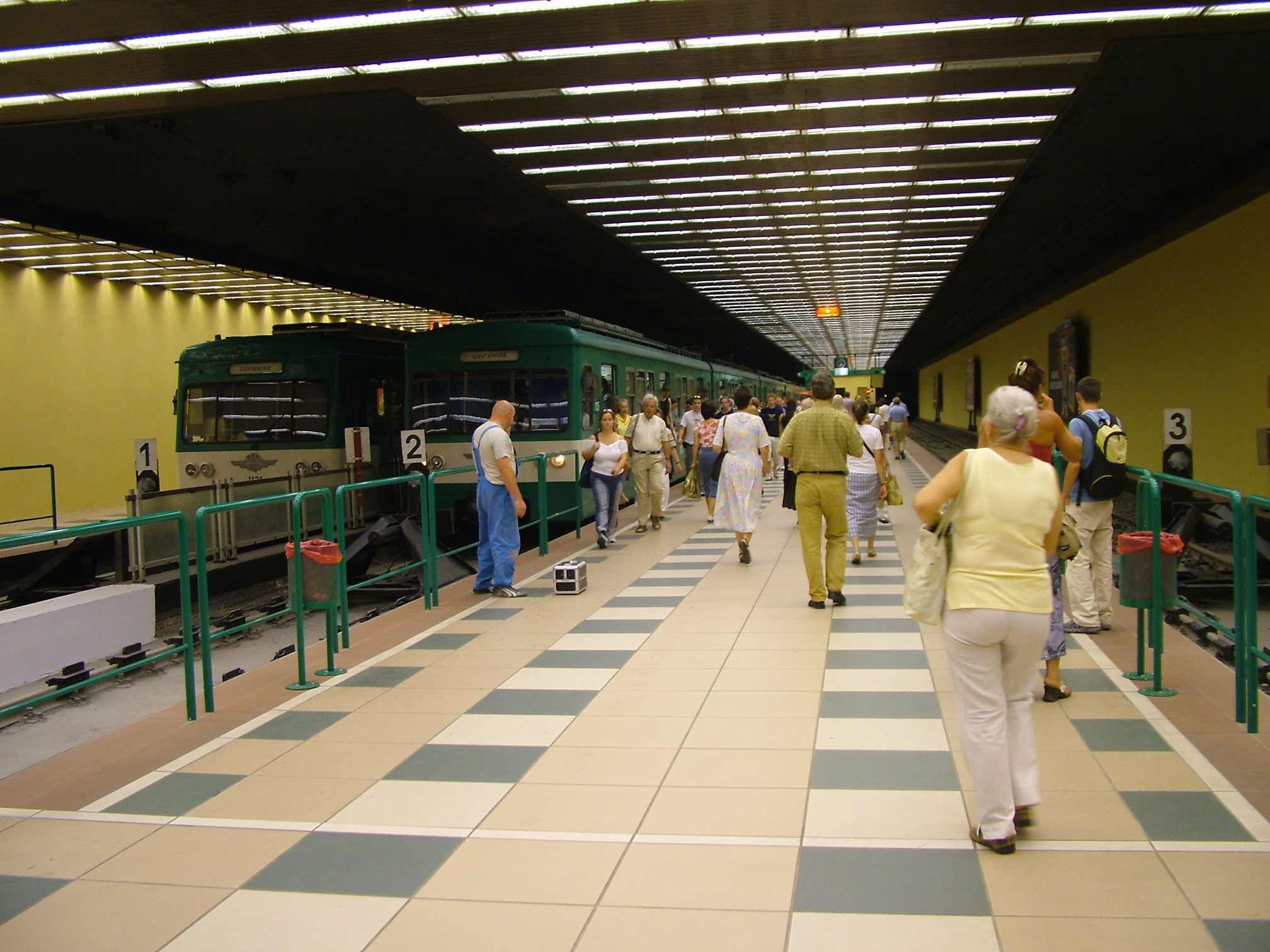
Pendeltågsstationen.
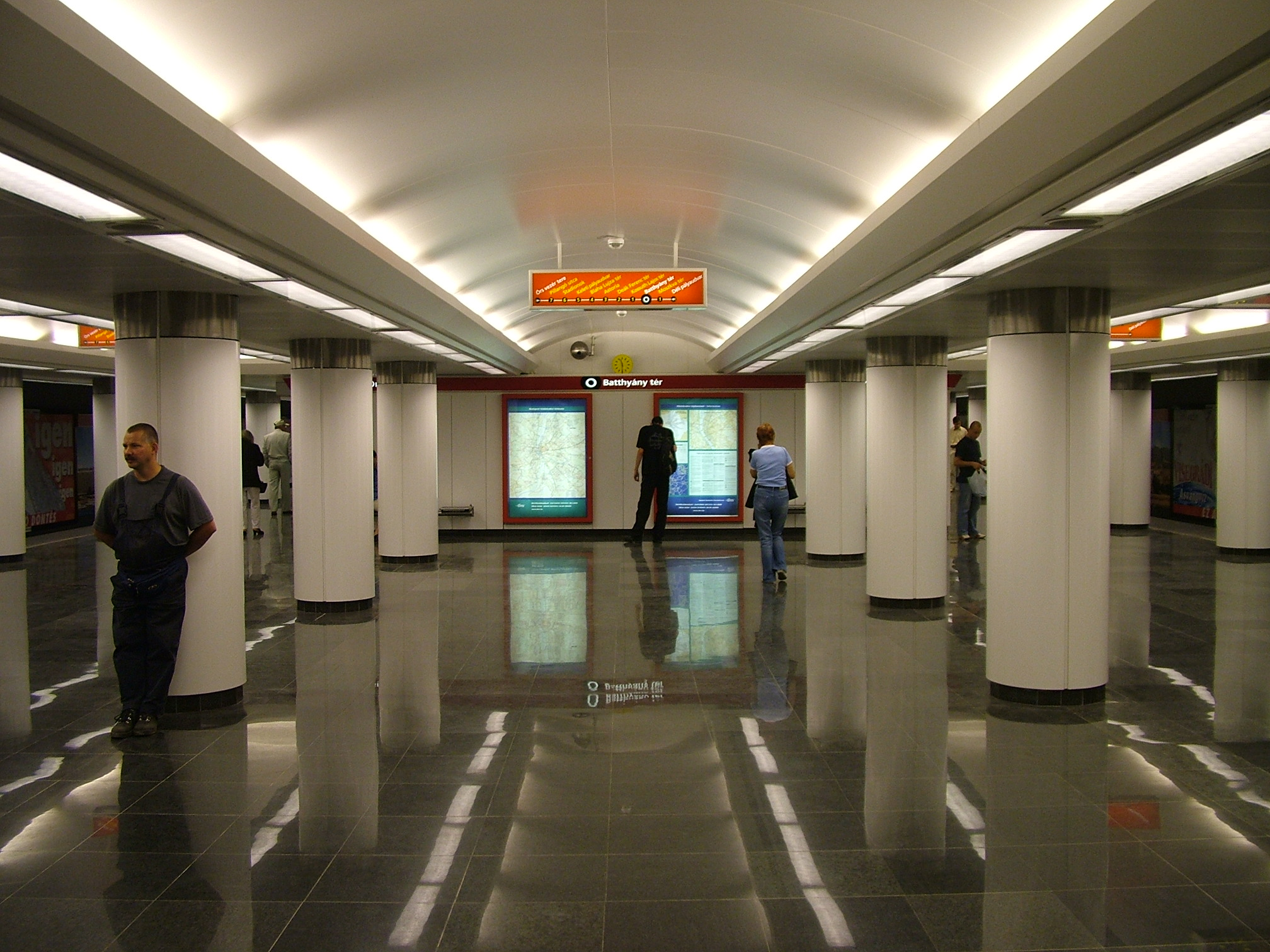
Tunnelbanestationen.